# أحمد لمسيح
أحمد لمسيح (من مواليد 1950 في سيدي إسماعيل) هو شاعر مغربي. يكتب قصائده في الغالب باللهجة الدارجة المغربية، يكتب أيضًا لمجلة الاتحاد الاشتراكي ويدرّس في مدرسة ثانوية بالرباط.
له 25 عملًا منشورًا، منها 18 ديوانًا شعريًّا، منها:
- رياح التي ستأتي (1976) باللهجة الدارجة المغربية
- فيضان الثلج (1986) بالعربية
- شكون اطرز لما (من طيَّر الماء) (1994) بالدارجة المغربية